# De La Soul
De La Soul este un trio american de hip-hop din New York. Grupul este format din Posdnuos (Kelvin Mercer), Trugoy (David Jude Jolicoeur) și Maseo (Vincent Mason).